# Fals vampir d'ales grogues
El fals vampir d'ales grogues (Lavia frons) és una espècie de ratpenat de la família dels megadermàtids. Viu a Benín, Burkina Faso, Burundi, el Camerun, República Centreafricana, el Txad, República del Congo, República Democràtica del Congo, Costa d'Ivori, Eritrea, Etiòpia, el Gabon, Gàmbia, Ghana, Guinea, Guinea Bissau, Kenya, Mali, el Níger, Nigèria, Ruanda, el Senegal, Sierra Leone, Somàlia, el Sudan, Tanzània, Togo, Uganda i Zàmbia. El seu hàbitat natural són hàbitats riberencs de baixa altitud amb boscos d'acàcies, herbes de muntanya espinoses i la sabana. No hi ha cap amenaça significativa per a la supervivència d'aquesta espècie, tot i que està afectada per la pertorbació humana.